# 鉛筆画
鉛筆画（えんぴつが）とは、鉛筆のみで描く絵画である。
デッサンなどの下書きの状態のものは含まれず、鉛筆による描写・彩色のみで絵画として完成しているものを指す。
黒鉛筆のみで描く白黒（モノクロ）のものと、色鉛筆で色をつけたものがある。

## 概要
デッサン、スケッチなどとは見た目上の違いがない場合もあるが、これらとは作者の意図によって区別される。
特に特別な道具や素材は使わず、紙と鉛筆さえあれば描くことができるので、鉛筆画を趣味とする人も少なくない。また、鉛筆の性質上、紙以外の素材に描くことは難しい。
鉛筆画の多くは、写実的で白黒写真のようなものが多い。実線はもちろん陰影についても細部に描きこみ、忠実に描く。写真などを参考に人物を描くことが多い。
色をつけない場合、紙の大部分を黒色で埋め尽くすので、全体的にダークな雰囲気になりやすい。色をつける場合は、紙の凹凸により色がつかない白い部分が点々と残り、ぼかしたようなやわらかい雰囲気になる。
鉛筆は、さまざまな濃さのものをうまく使い濃淡を表現する場合と、HBやBなど中庸的な濃さのものを限定して使い、筆圧をコントロールすることで濃淡を表現する場合が一般的である。また、線の数や太さをうまく調節して表現する方法もある。細密な表現を可能にするために、ドイツのシュルツ・ヘンケが考案したレタッチング技法、日本の東條宇作（東條會館の創立者）が考案したスポッティング技法など、古くからさまざまな方法が工夫された。レタッチング技法については、明治43年に上田写真機店の出版・編集部（上田竹翁ら）が、日本に最初に紹介した。平成に入ってから、細密な鉛筆画のこうした技法は格段に進化したといわれる。
保存が難しく、湿気や直射日光により紙が酸化されることで劣化してゆく。描画中も手の脂や汗、吐息に含まれる水蒸気など些細な要因でも、かすれ、劣化の原因になる。完成後の作品をまとめて保管する場合、作品同士がこすれあい、黒鉛が移ってしまったり、かすれたりする場合もある。
ほかの絵画に比べ画材の耐久性が低いことが多く、長期の保存にはキャンバスなどほかの画材とは違う管理方法が必要である。

## アーティスト
- ジャスティン・クーパースミス
- 永田良行 - 犬の鉛筆画を専門に描いている。犬の訓練士でもある彼は犬の訓練を行いながら犬の鉛筆画を描いている。鉛筆画による教室も持ち活躍中。写実的な犬の絵はとても優しい絵となっている。専門学校の講師としての顔も持つ。
- 土田圭介 - 作画のほとんどを10H〜10Bの鉛筆の縦ストロークのみで描く。2003年 二科デザイン部イラスト部門大賞を受賞。（東京都美術館、上野の森美術館）無所属。[1]
- 吉村芳生